# Eilema rungsi
Eilema rungsi é uma espécie de insetos lepidópteros, mais especificamente de traças, pertencente à família Erebidae.
A autoridade científica da espécie é Toulgoet, tendo sido descrita no ano de 1960.
Trata-se de uma espécie presente no território português.